# هروه لو تلیه
اِروه لوتلیه (به فرانسوی: Hervé Le Tellier) نویسنده قرن بیستم میلادی اهل فرانسه است. او معتبرترین جایزه ادبی فرانسه را برای نوشتن رمان ناهنجاری (L'Anomalie) یا دقیق‌تر گفته شود «ایرادی در کار است» در سال ۲۰۲۰ از آن خود کرد.
اِروه لوتلیه، آفریننده داستانی که از سویی، بیانگر دل شوریدگی و نیست‌انگاری و پوچی آغاز هزاره سوم است _نویسنده از علاقمندان آلبر کامو و ایوان گونچارف، خالق آبلومف است._ و از سوی دیگر، شکلی پلیسی ـ اجتماعی و پردازشی به سبک سینمای علمی ـ تخیلی دارد.
در کنار ادبیات، شعر و رمان عاشقانه (برنده جایزه سال ۲۰۰۴) وی دارای مدارک عالی تحصیلی در زمینه‌های زبانشناسی، فلسفه و ریاضیات است. همچنین طنزنویسی تلخ (برنده جایزه سال ۲۰۱۳) و روزنامه‌نگاری شناخته شده در حوزهٔ نقدِ آشپزی و سینما است.
لوتلیه از سال ۱۹۹۲ عضو نهضت ادبی اولیپو Oulipo است، که در سال ۱۹۶۰ توسط رمون کِنو و فرانسوا لو لیونه به‌وجود آمد. پیشینه فرهنگی و ادبی ـ علمی درخشان و تجربه دیرنه او در اولیپو موجب شد که در سال ۲۰۱۹، اِروه لوتلیه به ریاست این نهضت ادبی برگزیده شود.
رمان «ایرادی در کار است» به عقیده قریب به اتفاق منتقدین ادبی نقطهٔ اوجی است برای نهضت ادبی اولیپو و یکی از شاخص‌ترین رمان‌های قرن بیست و یکم ادبیات فرانسه است.